# Lliçons per a dones
Lliçons per a dones és una obra de la intel·lectual femenina de la dinastia Han Ban Zhao. Forma part dels Quatre Llibres per a Dones, però les Lliçons van tenir una àmplia circulació a les dinasties Ming i Qing tardanes. Ban Zhao escriure les Lliçons per a dones pensant en les seves filles.